# Netflix
Netflix, Inc. es una empresa de entretenimiento y una plataforma de streaming estadounidense. Ubicada en Los Gatos (California), la compañía fue fundada el 27 de agosto de 1997 y un año después comenzó su actividad, ofreciendo un servicio de alquiler de DVD a través del correo postal. Actualmente, Netflix participa en la producción de obras audiovisuales, desde la creación o adquisición del producto hasta su difusión mundial.
En el año 2000, aún con el alquiler de DVD como único servicio, Netflix introduce un sistema de recomendación personalizado, basado en la calificación de una a cinco estrellas que sus clientes hacían de los materiales que alquilaban a través de su sitio por Internet. La mejora continua de este sistema —que en 2017 sería cambiado por uno de «pulgar arriba/abajo»—, así como el uso de otros datos que la plataforma obtiene de sus clientes conocido como minería de datos, es considerado como la causa principal del éxito de la compañía.
En 2007, Netflix inicia su servicio de vídeo bajo demanda en los Estados Unidos, exclusivamente para ser usado a través de computadoras personales; a partir de 2008 se agregan diferentes opciones para acceder al catálogo por streaming: consolas de videojuegos, televisores inteligentes, tabletas, etc. El 25 de febrero de 2007 entraba su DVD número mil millones. En 2009 su catálogo físico ofrece 100.000 títulos y su clientela supera los 10 millones de suscriptores.
En 2011, la empresa inicia operaciones por primera vez fuera de los Estados Unidos y Canadá, ofreciendo su catálogo por streaming en la región de Hispanoamérica y el Caribe. En 2012 ofrece sus servicios en algunos países de Europa, y a partir de 2016 ofrece sus contenidos a todo el mundo con excepción de la región de Crimea, y los territorios de Corea del Norte, China Continental, Irán, Irak y Siria.
El 16 de enero de 2014, la nominación del documental The Square a un Premio de la Academia se convirtió en la primera en la historia para una producción original de Netflix. Las series de La casa de papel y Élite son los productos en español de mayor éxito mundial, ambos situados en el top 10 de las series más vistas en el mundo en 2019.
Al final del primer trimestre de 2020, la plataforma contaba con unos 183 millones de clientes en todo el mundo, la mayoría fuera de Estados Unidos. Aunque las estimaciones hechas por Wall Street para ese periodo eran de 7.6 millones de nuevos clientes, la cuarentena puesta en marcha en distintos países del mundo a causa de la pandemia de COVID-19 contribuyó a que la cifra real fuera de más del doble (15.8 millones); durante los primeros meses de 2022, por primera vez desde 2011, la plataforma reporta una pérdida de 200.000 clientes y proyecta 2 millones menos para el segundo trimestre del año.
En 2022, los ejecutivos de Netflix informaron que la plataforma tendría anuncios publicitarios a través del "Plan Básico con Anuncios" desde el 1.º de noviembre.

## Historia
Netflix surge en 1997 en California (Estados Unidos) como una compañía de alquiler de DVD entregados por vía postal. A lo largo de su historia la empresa ha sufrido diversas transformaciones hasta que, para 2019, se trata de una empresa mediática que participa en la producción audiovisual desde la concepción o adquisición del producto hasta su difusión, en este caso a través de una plataforma por internet. El nombre de Netflix procede de Net abreviatura de «internet» y flix de flicks forma coloquial en inglés de «películas».
El mito creado por la propia compañía indica que todo empezó cuando Reed Hastings alquiló la película Apolo 13, en la cadena de videoclubes Blockbuster, y al devolverla con unos días de retraso tuvo que pagar una multa de 40 dólares. Resignado, Hastings decidió crear una cadena de videoclubes sin multas ni compromisos. Sin embargo, en el libro Netflixed: the Epic Battle for America's Eyeballs, el cofundador de la empresa, Marc Randolph, relata que la idea surgió con base en el deseo de iniciar un negocio de comercio electrónico que, finalmente, elegiría al DVD como su producto.
Durante meses, Randolph y Hastings fueron depurando su idea en los recorridos que hacían camino a su trabajo en la empresa de software Pure Atria, donde el primero era director de mercadotecnia y el segundo director general. En un principio, Netflix era un videoclub virtual cuyos clientes elegían películas a través de una plataforma en línea y éstas eran entregadas mediante correo postal.

Los suscriptores hacían una selección de varios títulos del catálogo de la empresa, la cual les enviaba el primero en un sobre con el porte pagado para su regreso. Una vez que Netflix recibía de regreso la primera película, enviaba la segunda y así sucesivamente. 

Logo de Netflix usado desde 2001 hasta 2014

Durante esos primeros años y hasta aproximadamente 2002, la empresa se presentaba a sí misma como "el servicio de alquiler de DVD en línea más grande del mundo".

### Introducción de servicio de VOD
La primera gran transformación que sufrió Netflix fue al introducir su servicio de visualización vía streaming en 2007. Aunque el servicio de envío de DVD por correspondencia continuó en Estados Unidos, este no fue incluido en sus planes de expansión internacional en 2007, cuando comenzaron operaciones en Hispanoamérica  y el Caribe.
Los primeros meses, la visualización del catálogo electrónico era accesible solo a través de computadoras. En 2008 la compañía buscó alianzas con diferentes empresas y productos para incluir una aplicación en consolas de videojuegos como Xbox de Microsoft o en diversas marcas de reproductores de Blu-ray, para que, a través de estos dispositivos, también se pudieran ver las series y películas del catálogo. Un año más tarde, la aplicación se incluyó en algunas televisiones inteligentes, y para 2010 en otros aparatos que se conectaban a internet como el Nintendo Wii, la iPad, iPhone y iPod touch de Apple.
Para sacar adelante esta plataforma digital, Netflix requería ofrecer una plataforma funcional en todo momento, que permitiera el visionado de una gran cantidad de personas al mismo tiempo, sin poner en riesgo la calidad de la imagen. Es así que la empresa se alía con los servicios informáticos de Amazon.
El nuevo servicio de streaming pronto ganó popularidad por el acceso ilimitado, personalizado y sin publicidad que ofrecía, además de por la posibilidad de crear distintos perfiles entre las personas que compartían la contraseña de una sola cuenta, situación que Netflix no detuvo, sino que aprovechó pues significaba la obtención de más datos de distintas personas que sirvieron para "alimentar" su algoritmo y conocer mejor los gustos del público.

### Actualidad
Luego de que en 2011 iniciara con la producción de contenido propio —que lanzaría en 2013 con House of Cards— y tras la puesta en marcha de su estudio en 2016, Netflix se definía para 2018 ya como una 'global internet TV network" o una cadena global de televisión por internet.
En el libro de 2019 Netflix Nations. The Geography of Digital Distribution, el investigador Ramón Lobato refiere que las formas de pensar y estudiar a Netflix son muy diversas, y que no es posible concebir a esta compañía solo como una productora o distribuidor de contenidos audiovisuales (paradigma de los estudios sobre la televisión) o exclusivamente como una plataforma digital (paradigma de los nuevos medios). Así, según Lobato, algunas de las categorías o roles que cumple Netflix son: plataforma de video, distribuidor audiovisual, cadena de televisión, corporación mediática global, compañía de tecnología, sistema de software, negocio de big-data, industria cultural, estilo de vida, modo de consumo mediático y, un ritual.
En enero de 2023, Greg Peters y Ted Sarandos fueron nombrados codirectores ejecutivos de Netflix, y Hastings asumió el cargo de presidente ejecutivo. Peters se desempeñó anteriormente como director de operaciones y director de productos, mientras que Sarandos se desempeñó como director de contenido.
El 18 de abril de 2023, Netflix anunció que suspendería su servicio de DVD por correo el 29 de septiembre. Los usuarios del servicio pudieron conservar los DVD que habían recibido. Durante su existencia, el servicio había realizado más de 5 mil millones de envíos.
En octubre de 2023, Eunice Kim fue ascendida a directora de productos y Elizabeth Stone fue promovida a directora de tecnología. Ese mismo mes, en medio de una reestructuración de su división de animación, Netflix anunció un acuerdo de varias películas con Skydance Animation, comenzando con Hechizados (2024). El acuerdo reemplaza parcialmente el que tenía el estudio de animación con Apple TV+.
En diciembre de 2023, Netflix publicó su primer informe «What We Watched: A Netflix Engagement Report», un análisis de la audiencia de cada título original y con licencia visto más de 50 000 horas entre enero y junio de 2023. La empresa también anunció sus planes de publicar el informe dos veces al año.En su primer informe de los primeros seis meses de 2023, reveló que El agente nocturno fue el programa más visto a nivel mundial en ese período.
El 23 de enero de 2024, Netflix anunció un importante acuerdo con la compañía de lucha libre profesional WWE, en virtud del cual adquiriría los derechos internacionales de su programa semanal en vivo Raw a partir del 6 de enero de 2025; los derechos cubrirían inicialmente los Estados Unidos, Canadá, el Reino Unido y América Latina, y se expandirían a otros territorios con el tiempo. Fuera de los Estados Unidos, la plataforma también tendrá los derechos internacionales de los tres programas semanales principales de la WWE (Raw, SmackDown y NXT), eventos prémium en vivo y documentales, entre otros contenidos. Así mismo, se informó que el acuerdo está valorado en 500 millones de dólares estadounidenses anualmente durante diez años.
En febrero de 2024, Netflix se unió a Peter Morgan, creador de la serie de Netflix The Crown, para producir la obra Patriots on Broadway. La iniciativa es el primer crédito en Broadway para la compañía, pero no su primer proyecto teatral. La empresa participó activamente como productora de Stranger Things: The First Shadow en Londres. Ambas producciones comparten una productora principal, Sonia Friedman.
En mayo de 2024, la empresa organizó su segundo festival Netflix Is a Joke en Los Ángeles. El servicio transmitió en vivo varios especiales del festival, incluidos Woke Folk de Katt Williams y The Roast de Tom Brady, que se ubicaron en el top 10 mundial de Netflix las dos semanas siguientes. Ese mismo mes, Netflix anunció que transmitiría los dos juegos disputados en Navidad de la National Football League en 2024. Para 2025 y 2026, la plataforma de streaming tendrá derechos exclusivos de al menos un juego navideño de la NFL cada año.
En junio de 2024, Netflix anunció que desarrollaría nuevos espacios de entretenimiento conocidos como "Netflix House" en el centro comercial King of Prussia en Pensilvania y en Galleria Dallas en Texas. Los espacios contarán con tiendas minoristas, restaurantes y otras experiencias interactivas relacionadas con el contenido original de Netflix, basándose en otras iniciativas «temporales» para promocionar programas individuales.
En noviembre de 2024, Netflix anunció que suspendería el desarrollo de especiales interactivos y que eliminaría a todos ellos de la plataforma, excepto cuatro, alegando el deseo de centrarse en «esfuerzos tecnológicos en otras áreas». El 15 de noviembre de 2024, Netflix transmitió un evento de boxeo desde el AT&T Stadium en Arlington, Texas, que incluía como eventos coestelares un combate de exhibición entre Jake Paul y Mike Tyson, y Katie Taylor vs. Amanda Serrano por los títulos de peso ligero de la AMB, el CMB, la FIB, la OMB y The Ring. Si bien hubo problemas técnicos, el promotor de Paul informó que la transmisión tuvo una audiencia simultánea máxima de 65 millones de espectadores, superando a la final de la Copa Mundial de Críquet de 2023 (que tuvo 57 millones de reproducciones simultáneas reportadas en Disney+ Hotstar) como el evento deportivo en vivo más visto mediante el streaming. Netflix afirmó que el evento tuvo una «audiencia promedio por minuto» (AMA) de 108 millones en todo el mundo, y que la AMA de 47 millones en  Estados Unidos convirtió a la pelea de Taylor vs. Serrano en el evento deportivo femenino profesional más visto en la historia de los EE. UU.
El 20 de diciembre de 2024, la FIFA anunció que Netflix sería la emisora exclusiva en Estados Unidos de la Copa Mundial Femenina de Fútbol de 2027 y 2031, en lo que se consideró el impulso más significativo de la plataforma en el contenido deportivo.
El día de Navidad de 2024, Netflix emitió sus primeros juegos de la NFL: los Kansas City Chiefs contra los Pittsburgh Steelers y los Baltimore Ravens Vs. los Houston Texans.  Los encuentros promediaron más de 30 millones de espectadores globalmente y se convirtieron en los dos partidos de la NFL más vistos por streaming en la historia de los Estados Unidos, al mismo tiempo que hicieron de ese día de Navidad el más visto de la historia de Netflix en ese país. 
En enero de 2025, Netflix anunció que había superado los 300 millones de suscriptores en todo el mundo después de alcanzar un récord de 18,9 millones en el cuarto trimestre de 2024, que ascendió a 41 millones durante todo el año.  En mayo de 2025, Netflix anunció un rediseño de su página de inicio que presenta menos títulos con más videos y contenido de animación. Fue la primera vez que la empresa realizó cambios significativos en su página de inicio desde 2013.  El rediseño está destinado a ayudar a los usuarios a elegir qué ver de forma más simple y eficiente, al mismo tiempo que presenta nuevos tipos de contenido, como programación en directo y juegos móviles. 

#### Salas de cine «Netflix»
A finales de noviembre de 2019, Netflix anuncia el alquiler por 10 años de «The Paris», una mítica sala de cine ubicada en Manhattan, inaugurada en 1948 y que había dejado de operar en agosto de 2019. El objetivo de esta operación, como lo anunció la propia compañía a través de un comunicado de prensa digital, sería el de presentar ahí eventos especiales, y premieres y proyecciones de sus películas. Meses antes, diversos reportes de prensa indicaron la intención de Netflix de llegar a un acuerdo por 10 millones de dólares con la American Cinematheque, que opera el Egyptian Theater, sala de cine icónica de Los Ángeles; el trato sería que la cinemateca continuara usando las instalaciones los fines de semana para sus proyecciones y charlas habituales, mientras que la empresa de Los Gatos usaría el local entre semana para sus propios proyectos. En mayo de 2020, Netflix anunció que la operación había sido concluida y que el equipo y objetivo de la cinemateca seguirían intactos; por su parte, la cinemateca aseguró que con este trato lograba salir de una crisis financiera de varios años que se acercaba a un punto sin retorno.
Debido a que la restauración del Egyptian Theater fue posible, en parte, a dinero público (alcaldía de Los Ángeles, gobierno federal y el National Endowment for the Arts), la comunidad artística y cultural de la ciudad ha expresado sus dudas por esta venta, y para finales de julio de 2020, más de 3 mil personas habían firmado una petición subida al sitio Change.org exigiendo a la cinemateca que transparente la operación financiera, comenzando por revelar la cantidad pagada por Netflix.
En el caso de estas 2 operaciones, el plan de Netflix sería el de evitar el trato con los exhibidores para proyectar sus películas bajo los términos que estos exigen y en los cuales toda película debe permanecer en salas durante 90 días antes de distribuirlas por otros medios como los formatos caseros o las plataformas de streaming. Al tener salas de exhibición y proyectar sus películas en ellas, la empresa también abonaría a su objetivo de cumplir con el requisito de proyectar una cinta durante al menos 7 días consecutivos que la Academia exige para competir en los Premios Oscar.

## Infraestructura
El índice de velocidad de proveedor de servicios de Internet para Netflix se basa en datos de más de 117 millones de miembros de Netflix en todo el mundo que vieron más de 1000 millones de horas de series y películas de Netflix por mes. Las velocidades indicadas reflejan el rendimiento promedio de todas las transmisiones de Netflix en la red de cada ISP y son un indicador del rendimiento que experimentan normalmente todos los usuarios de red de un ISP. Por lo general, una red más rápida implica una mejor calidad de imagen, tiempos de inicio más veloces y menos interrupciones.
El rendimiento promedio está por debajo del rendimiento máximo. Esto se debe a muchos factores, por ejemplo, la variedad de codificaciones que usa Netflix para transmitir series y películas, además de la variedad de dispositivos que usan los miembros y el estado de las redes domésticas. Estos factores se anulan en la comparación entre ISP.
A partir de febrero de 2016, Netflix utiliza exclusivamente servidores en la nube, culminándose un proceso de migración iniciado en 2008. Sus servidores están situados en la red AWS de Amazon.com. Esto permite ofrecer a sus clientes una tasa de disponibilidad de 99,99 %. Las aplicaciones han evolucionado de una arquitectura monolítica a una arquitectura basada en microservicios y un modelo de bases de datos no normalizado sobre manejadores de tipo NoSQL.

## Funcionamiento
Netflix en sus inicios funcionaba con un reproductor basado en Microsoft Silverlight para evitar que se descargue el contenido audiovisual (actualmente ofrece un servicio de descarga de algunas películas o capítulos de serie que solo pueden ser reproducidos en la aplicación). Desde 2014, emite contenidos por HTML5. Bajo Linux se puede ver Netflix usando el navegador Google Chrome, versión 38 o más reciente.
Cuando se entra a una película, Netflix precarga una pequeña parte de esta antes, para evitar los cortes por almacenamiento en búfer.
El servicio que opera Netflix en realidad está basado en más de 700 microservicios que corren independientemente y que se comunican entre sí a través de interfases de programación de aplicaciones o APIs, por sus siglas en inglés. Cada microservicio está programado para hacer una tarea específica, como por ejemplo cargar las viñetas de presentación de una serie o película recomendada o hacer el cargo mensual de la membresía de cada cuenta. En este sentido, Netflix es un ecosistema de pequeños sistemas con objetivos específicos y no una arquitectura informática monolítica.

### Minería de datos
En el 2000, Netflix comenzó a utilizar un sistema de calificación de las películas en DVD que alquilaba. A través de la plataforma en línea, los suscriptores tenían la posibilidad de calificar las películas vistas, otorgándoles de 1 a 5 estrellas. A partir de esta información, el sistema hacía recomendaciones al usuario. Este primer sistema recibía el nombre de Cinematch.
En octubre de 2006, la compañía lanzó la convocatoria del Netflix Prize o Premio Netflix, que buscaba mejorar este sistema. Dotado con un premio en efectivo de 1 millón de dólares, el objetivo del concurso era generar un algoritmo que mejorara las predicciones de Cinematch en un 10 %; el individuo o equipo ganador sería aquel que alcanzara primero la meta, por lo cual no había fecha final prevista. Casi 3 años después, el 26 de julio de 2009, el equipo llamado BellKor's Pragmatic Chaos, integrado por investigadores de AT&T logró superar a Cinematch en un 10.6 %, ganando así la contienda y superando por tan solo 20 minutos al segundo lugar, The Ensemble, quienes lograron el mismo 10.6 % de mejora.
Hasta antes de la puesta en marcha de su sistema de VOD por streaming los datos con los que contaba la compañía de cada uno de sus clientes eran, entre otros, nombre, código postal, género y la calificación otorgada a ciertas películas. Sin embargo, a partir del visionado de series y películas a través de la plataforma de streaming, el algoritmo tiene un conocimiento más puntual de los gustos del público gracias a datos como desde qué dispositivos se ve el catálogo, la hora del día en que se usa el servicio, durante cuánto tiempo se ve un determinado producto, qué géneros, directores, actores/actrices o año de estreno es que el que prefiere. Con esta información, además de personalizar la experiencia de cada consumidor (qué productos le recomienda, qué foto miniatura o tráiler muestra para presentar una serie o película), Netflix ha desarrollado proyectos originales que responden a estos gustos o que saben que encontrarán una audiencia.
Incluso antes de empezar con la plataforma de streaming, la gran cantidad de información que acumula la empresa ya suscitaba temores entre los analistas de temas tecnológicos y privacidad. De igual forma, la manera de tratar estos datos ha sido motivo de demandas legales en Estados Unidos, particularmente ligadas a la liberación de información usada por los equipos participantes en el Netflix Prize.

## Programación
El uso de un algoritmo como la base en la toma de decisiones de Netflix para producir o adquirir un determinado producto es un elemento mencionado de forma constante entre especialistas, analistas y público en general.
Dicha herramienta se trata de un complejo sistema que, entre otras cosas, ordena el catálogo de productos de la plataforma basado en lo que el usuario ha visto previamente y en la forma en que ha calificado ciertas películas o series, generando además una gran cantidad de etiquetas o categorías que ayudan a los clientes a seleccionar qué ver y a la propia plataforma le permite hacer sugerencias. Otros datos de los que se sirve este sistema son los gustos y preferencias de otros usuarios que han sido clasificados como similares, así como los géneros, actores y año de lanzamiento de las producciones que acostumbra la persona, la hora del día en que son vistos, los dispositivos que usa (tableta, computadora, consola de video, etc.), y durante cuánto tiempo usa la plataforma.
Los títulos de las etiquetas son generados por seres humanos, empleados por la empresa, quienes revisan todo el contenido del catálogo con el objetivo de otorgar a las series y películas alguna de las más de 200 clasificaciones o etiquetas, basándose en ciertos criterios específicos; en inglés son conocidos como Netflix taggers (etiquetadores de Netflix). Algunas de estas etiquetas se relacionan con un cierto nivel que posee la producción (nivel de comedia/acción/escenas de persecución), otras son conceptos o frases que describen el material, como "cerebral" o "rebelde", mientras que otras hacen referencia a la temática, género o reconocimientos del producto, como "gastronomía", "comedia negra" o "Premios Emmy" / "Globos de Oro".
De acuerdo con lo que ha revelado la propia compañía, la combinación de todos estos elementos ha ayudado a prever de manera acertada los gustos del público, lo cual les ha servido para decidir sobre los temas, actores o actrices, o directores en los que debe invertir, o si es pertinente invertir en un proyecto que le proponen. Dos ejemplos a este respecto son la primera serie original del servicio, House of Cards, y la película Roma del cineasta mexicano Alfonso Cuarón. En ambos casos, la información con la que contaba la plataforma en su momento habría permitido saber que, efectivamente, existía público para cada producción.

### Producción original
En marzo de 2011, Netflix comenzó a adquirir contenido original para su servicio de suscripción de streaming, comenzando con el drama político de una hora House of Cards, que se estrenó en febrero de 2013. La serie fue producida por David Fincher y protagonizada por Kevin Spacey. A finales de 2011, Netflix recogió dos temporadas de ocho episodios de Lilyhammer y una cuarta temporada de la antigua Arrested Development, serie de Fox. Netflix anunció que estrenaría la serie de drama sobrenatural Hemlock Grove a principios de 2013. En febrero de 2013, DreamWorks Animation y Netflix acordaron producir una nueva serie de dibujos animados llamada Turbo FAST, basada en la película Turbo, que se estrenó en julio de ese año. En marzo de 2013, Netflix anunció que se firmó con las Wachowski y Michael Straczynski para escribir y producir su nueva serie de ciencia ficción, Sense8 , que se estrenó el 5 de junio de 2015.
Si bien algunas de estas series son concebidas como productos de nicho, otras alcanzan audiencias y éxitos globales como Stranger Things y Narcos.
Además, Netflix produce diversos documentales tanto en formato de largometraje y mediometraje como series documentales, que abarcan diversas temáticas. Entre las series documentales podemos encontrar varias con temáticas asociadas al arte y la gastronomía, como 'Tales by light (fotografía), Abstract (diseño) o Cooked (gastronomía) entre otras.
De acuerdo a lo reportado por la empresa, en 2018 invirtió 8000 millones de dólares en producciones originales, 2000 más que en el año anterior. Dicha inversión serviría para producir más de 100 obras, de las cuales cerca de 80 serían películas provenientes de 16 países de Europa, Medio Oriente y África, realizadas en 16 idiomas distintos.
En julio de 2025, Netflix confirmó que utilizó inteligencia artificial generativa por primera vez en una de sus series originales, la serie argentina de ciencia ficción *El Eternauta*. Según el codirector ejecutivo Ted Sarandos, la tecnología permitió generar una secuencia visual compleja —el derrumbe de un edificio en Buenos Aires— diez veces más rápido y a un costo significativamente menor que los métodos tradicionales de efectos visuales.

### Producción local
Desde el inicio de operaciones en la región de América Latina y el Caribe, Netflix volteó hacia las producciones locales, primero con las ya creadas y posicionadas entre el público, y luego para generar sus productos bajo el sello propio. En el primer caso, las negociaciones con Telemundo, Televisa, Univision, Telefe, TVN, TV Perú, América Televisión, Caracol Televisión y RCN Televisión, entre otras compañías, le permitieron ofrecer en cierto momento hasta un 20 % de telenovelas a sus suscriptores, contra cerca de 80 % de películas y series estadounidenses. Posteriormente, el criterio fue desarrollar productos propios en el idioma y con figuras conocidas de cada país, con el objetivo de crear lazos con las audiencias locales y captar la atención de los medios.
Siguiendo esta fórmula, la plataforma ha producido o adquirido para su difusión exclusiva, series de gran éxito como La casa de papel (España), Marsella (Francia), Club de Cuervos (México), Narcos (Colombia), Dhamer (Estados Unidos) o Dark (Alemania).

### Netflix Games
En julio de 2021, Netflix contrató a Mike Verdu, exejecutivo de Electronic Arts y Facebook, como vicepresidente de desarrollo de juegos, debido a que tenía planes para agregar videojuegos en la plataforma para 2022. Netflix anunció planes para lanzar juegos móviles que se incluirían en los planes de servicio de los suscriptores. Las primeras ofertas de prueba se lanzaron para los usuarios de Netflix en Polonia en agosto de 2021, ofreciendo juegos móviles prémium basados en Stranger Things, incluido Stranger Things 3: The Game, de forma gratuita para los suscriptores a través de la aplicación móvil de Netflix.
Netflix lanzó oficialmente los juegos móviles el 2 de noviembre de 2021 para los usuarios de Android de todo el mundo. A través de la aplicación, los suscriptores tuvieron acceso gratuito a cinco juegos, incluidos dos títulos de Stranger Things ya creados. Netflix ternía la intención de agregar más juegos a este servicio con el tiempo.El 9 de noviembre, la colección se lanzó para iOS. Verdu dijo en octubre de 2022 que además de continuar expandiendo su cartera de juegos, también estaban interesados en opciones de juegos en la nube.
Para apoyar la iniciativa de los videojuegos, Netflix comenzó a adquirir y formar varios estudios. La empresa adquirió Night School Studio, un desarrollador de videojuegos independiente, en septiembre de 2021. Netflix anunció sus planes de adquirir Next Games en marzo de 2022 por 65 millones de euros como parte de la expansión de la empresa en el sector de los videojuegos. Next Games había desarrollado el título para dispositivos móviles Stranger Things: Puzzle Tales, así como dos juegos para dispositivos móviles de The Walking Dead. Más tarde ese mes, Netflix también adquirió el desarrollador de juegos móviles con sede en Texas, Boss Fight Entertainment, por una suma no revelada.Netflix abrió un estudio de juegos móviles en Helsinki, Finlandia, en septiembre de 2022 y un nuevo estudio, el quinto en total, en el sur de California en octubre de 2022, junto con la adquisición de Spry Fox en Seattle.
En junio de 2024, Verdu asumió un nuevo rol centrado en la "innovación en el desarrollo de juegos".El mes siguiente, Netflix contrató a Alain Tascan, vicepresidente de desarrollo de juegos de Epic Games, para dirigir Netflix Games. A partir de julio de 2024, Netflix tiene más de 80 juegos en desarrollo y lanza al menos un juego cada mes para atraer fanáticos. La compañía cerró su estudio de juegos AAA "Team Blue" del sur de California en octubre de 2024, lo que provocó la salida de desarrolladores como el productor de Overwatch Chacko Sonny, el veterano de Halo Joseph Staten y el director de arte de God of War Rafael Grassetti. Netflix indicó que mantiene el compromiso de hacer crecer su negocio de videojuegos a pesar de los cambios. A fines de octubre, Netflix anunció varios juegos basados en series exitosas, entre ellos Netflix Stories: Outer Banks, Netflix Stories: A Perfect Couple, Netflix Stories: A Virgin River Christmas y The Ultimatum: Choices, así como un nuevo juego de palabras diario en asociación con TED Talks, llamado TED Tumblewords.

## Soporte de dispositivos
Los dispositivos que son compatibles con los servicios de transmisión de Netflix incluyen reproductores de discos Blu-ray, tabletas, teléfonos inteligentes, Smart TV, navegadores, computadoras, reproductores de medios digitales y consolas de videojuegos (incluidos Xbox One, PlayStation 4, Wii U, Xbox 360, PlayStation 3 y PlayStation Vita).
La transmisión 4K requiere un dispositivo y una pantalla compatibles con 4K, ambos compatibles con HDCP 2.2. La transmisión 4K en computadoras personales requiere soporte de hardware y software de la solución de gestión de derechos digitales Microsoft PlayReady 3.0, que requiere una CPU, tarjeta gráfica y entorno de software compatibles. Actualmente, esta función está limitada a las CPU Intel Core o posteriores de 7.ª generación, Windows 10, las series Nvidia Geforce 10 y AMD Radeon 400 o posteriores, y se ejecutan a través del navegador web Microsoft Edge o la aplicación universal de Netflix disponible en Microsoft Store.

### Netflix VR
Netflix VR es una aplicación adicional de Netflix que permite ver las producciones del catálogo como si fuera una experiencia de Realidad Virtual (de allí su nombre 'VR', virtual reality). Para ello, además de descargar dicha aplicación, es necesario contar con algún dispositivo de VR (gafas o casco).

## Críticas y controversias

### Invasión de mercados locales e imperialismo cultural
Como sucedió en su momento con la televisión satelital y por cable, Netflix ha sido acusado de invadir y perturbar los mercados locales. De igual forma, ha sido considerado un vehículo para el imperialismo cultural estadounidense.
El inicio de sus servicios en ciertos países ha estado rodeado de acusaciones de saltarse regulaciones impuestas a otros actores mediáticos, lo cual ha logrado al presentarse, según sea el caso particular, como un servicio de internet o cualquier otro estatus distinto al de empresa mediática o de entretenimiento.

En marzo de 2015, con el anuncio del inicio de servicios en Australia, cadenas locales expresaron su descontento porque Netflix no cumpliría con las regulaciones que éstas tenían que seguir. Por su parte, en enero de 2016, cuando Netflix inició operaciones en más de 130 países, Kenia emitió un comunicado a través de su Consejo de Clasificación Cinematográfica (Kenya Film Classification Board en inglés), donde dijo que la entrada de la empresa significaba una violación a las leyes de distribución de televisión y cine, además de considerar que, como país progresista, no podía permitir ser un receptor pasivo de contenidos extranjeros que pueden corromper los valores morales de la niñez y comprometer la seguridad nacional. 
"The pornography, child prostitution and masive violence themes in some of the movies [availaible in Netflix's catalogue] threaten our moral values (Los temas de pornografía, prostitución infantil y violencia masiva en algunas de las películas [disponibles en el catálogo de Netflix] amenazan nuestros valores morales)"
En el mismo año y contexto, el vice-ministerio de Comunicaciones ruso, Alexei Volin, lamentó que Netflix no hubiera consultado con las autoridades del país, incluidas las agencias reguladoras de medios, mientras que el ministro de Cultura, Vladimir Medinsky, equiparó a la plataforma a un caballo de Troya con el que el gobierno estadounidense piensa infiltrarse en los hogares de todo el mundo.
A pesar de las acusaciones de imperialismo cultural estadounidense, Netflix ha realizado esfuerzos para ofrecer contenido con diversidad cultural de diversas partes del mundo para que su catálogo sea de interés en diversas fronteras y alcanzar así a más clientes. Por ejemplo, cuando inició operaciones en Asia, invirtió en más de 180 producciones originales en toda la región, contratando personal local y generando más de 8 mil puestos de trabajo en productores, elenco y equipo, además de rodar en lugares como Bali, Bangkok, Chiang Mai y Penang.

### Efectos sociales y en la salud
El modelo de video bajo demanda del que es parte Netflix junto con otras compañías como Hulu o Amazon Prime Video, ha recibido diversas críticas relacionadas con los efectos sociales y de salud que produce el visionado de más de una película o capítulos de serie en una sola sesión, práctica conocida como maratones o binge-watching. Especialmente se critica su sistema que favorece estas prácticas como la existencia de series con episodios con finales inconclusos o impactantes, la reproducción automática de episodios siguientes activada de forma predeterminada, y su presentación en forma de listas de tareas.

### Efectos en la cultura cinematográfica y televisiva
Una de las mayores críticas o posiciones contrarias que se han construido en torno a las plataformas de streaming en general, y de Netflix en particular, gira en torno a la forma en que éstas han cambiando la cultura audiovisual de su público. Estas voces críticas afirman que, al priorizar sus propias producciones (Netflix cada vez produce series de mayor calidad y presupuesto) y borrar de su catálogo regularmente cada vez más películas y producciones de otras compañías, así como el tener un catálogo limitado de películas antiguas, la compañía genera cambios en los hábitos de consumo, particularmente, entre sus miembros más jóvenes. Uno de los casos más sonados a este respecto es el retiro del catálogo de películas y series hechas o bajo control de Disney, esto debido a la gran cantidad de productos que esto significa y al apego del público a muchas de estas producciones.
Esta posición de la industria y de algunos especialistas en medios contrasta con la percepción altamente positiva que tiene Netflix entre sus usuarios, principalmente entre los más jóvenes. Ante estas críticas, Netflix se defiende argumentando los altos costos de renovación de las licencias de los productos externos, por lo que cuando su licencia expira y no puede ser renovada, avisa a sus suscriptores con anticipación para que vean el contenido afectado antes de su desaparición.
De manera específica, la empresa ubicada en California ha sido abiertamente criticada por la industria cinematográfica, que considera que el rechazo de Netflix a estrenar sus películas originales en las salas de cine provocará la muerte del modelo como se conoce hasta ahora. Situación que ya se veía desde la aparición de la televisión, el VHS y el DVD.

En su editorial de diciembre de 2014, el Film Journal International consideró como desleal dicha estrategia de no exhibir sus producciones originales de la manera tradicional en salas antes de ponerlas a disposición de sus socios en el catálogo digital. En el texto, escrito a manera de carta dirigida a Ted Sarandos, el encargado de programación de la compañía, la revista decía: 
"Ir al cine es un pasatiempo estadounidense. ¿Quieres ser conocido Ted, como, un traidor?" - An Open Letter to Netflix's Ted Sarandos
Reed Hastings, presidente y fundador de la compañía, declaró en 2015 que la televisión quedará obsoleta en 30 años. Esto provocó varias críticas, pues uno de los problemas que Netflix y otras plataformas similares enfrentan es la fragmentación de los contenidos debido a los problemas de licencias. Otra crítica es un presunto sesgo ideológico hacia la izquierda política de las producciones de la plataforma, lo cual causaría que algunos sectores conservadores la miren con desconfianza.

Otro aspecto que genera debates sobre Netflix, es la recolección de datos que utiliza de sus usuarios para la producción de nuevos contenidos. Según el periodista Alejandro Eloy Rodríguez, en su libro ‘El planeta Netflix’, indica cómo Netflix estudia el comportamiento de los suscriptores para medir la creación de nuevos contenidos, reduciendo los riesgos económicos de la producción:
"Las producciones de Netflix estarán cada vez más medidas, basadas en la información que los usuarios ofrecen a la plataforma desde hace años. Lo cual abre nuevos interrogantes en el plano cultural: ¿Cuánto lugar habrá para la expresión artística, para lo impredecible, lo instantáneo, aquella sinceridad del espíritu humano que no se explica en algoritmos? Quizás lo preocupante no sea lo que Netflix está haciendo en el mundo televisivo, sino cinematográfico"

### Mismo paradigma
Aunque una gran cantidad de académicos y especialistas de medios consideran a los servicios digitales que distribuyen contenidos audiovisuales por internet como la revolución dentro de la industria del entretenimiento, autores como Michael Wolff tienen una opinión contraria. Para este periodista, la esencia de Netflix es más cercana a la de la televisión que a la de internet.
De acuerdo a lo que plantea en su libro Television is the New Television (La televisión es la nueva televisión, 2015), en lugar de potenciar las características interactivas propias de internet, Netflix decidió favorecer estructuras, narrativas y estéticas ya establecidas por la industria televisiva. De la misma forma, argumenta que al transformarse de una compañía de alquiler de DVD en un estudio digital, la plataforma de streaming trasladó a las pantallas de computadora comportamientos, valores, esquemas y experiencias de la industria televisiva -como la visualización pasiva de contenidos-, haciendo que lo que hasta ese momento se consideraba herramientas interactivas y de flujo bidireccional de información, en algo más parecido a la vieja televisión.
En este sentido, el periodista francés Thibault Henneton de Le Monde diplomatique considera que Netflix no deja de ser una "máquina traga talentos", que se alimenta de lo que las cadenas y estudios tradicionales de todo el mundo rechazan. Es así, por ejemplo, que terminó apoyando el proyecto de Roma de Cuarón, no por haber sido parte del desarrollo desde el inicio, sino porque todos los estudios a los que se acercó el cineasta mexicano lo rechazaron. La virtud de Netflix estaría en tener los datos el "valor" de revender productos de nicho, y no solamente historias de superhéroes, como los estudios de Hollywood.
Por su parte, autores como Toby Miller recuerdan que el poder institucional de la televisión permanece, aunque muchos lo consideren cosa del pasado. Para Miller, la continuidad de la industria televisiva se percibe en la producción de programas y en la publicidad: destacan que mucha de la producción de contenidos distribuidos por internet sigue siendo básicamente televisión, que las cadenas de TV tradicionales (señal abierta o cable) siguen siendo fundamentales para el mercado del streaming. En resumen, apunta en su libro Television Studies: The Basics (Los fundamentos de los estudios sobre la televisión, 2011), la gente sigue viendo televisión e incluso en cantidades más importantes que en otras décadas, lo único que ha cambiado es cómo se distribuyen los contenidos.

### Tratamiento de datos personales
Debido a la gran cantidad de datos personales que administra Netflix, especialistas en el tema han expresado temor a la forma en que estos son tratados por la compañía, incluso antes de la puesta en marcha de su servicio de VOD por streaming. La demanda legal conocida como "Doe Vs. Netflix" es un ejemplo de dichos temores.
En diciembre de 2009, una clienta del servicio de alquiler de DVD por correspondencia en los Estados Unidos interpuso una demanda en una corte federal por violación a la protección de la privacidad cometido por Netflix. La demandante, conocida bajo el seudónimo de "Jane Doe", era una madre de familia lesbiana residente del estado de Ohio quien culpaba a la empresa de invadir su privacidad al liberar los datos de su registro de rentas -junto con el de casi medio millón de clientes- para que los participantes del Premio Netflix o Netflix Prize pudieran mejorar el sistema de predicción de la plataforma. Aunque dichos datos no incluían el nombre de los clientes sino que los identificaba únicamente con un código numérico, dos semanas después de lanzada la convocatoria del concurso, dos investigadores de la Universidad de Texas, Arvind Narayanan y Vitaly Shmatikov, fueron capaces de identificar por nombre a algunos de los clientes cuyos datos fueron liberados.
Publicado en línea, el borrador del artículo académico de Narayanan y Shmatikov afirmaba que, al cruzar los datos de Netflix con reseñas del sitio Internet Movie Database (IMDb) se podían determinar no solo el nombre de la persona sino incluso rasgos de su personalidad como preferencias políticas, afiliación religiosa, sexualidad e incluso complexión física. Aunque la identidad de la mujer nunca fue descubierta por ningún equipo del concurso ni por nadie más, el argumento en la demanda era el temor de que su homosexualidad fuera descubierta a través de su consumo de películas (el cual incluía un alto número de títulos con temática homosexual) y que esta revelación afectara su vida familiar y profesional.
En marzo de 2010, Netflix y "Jane Doe" llegaron a un acuerdo que nunca se hizo público. Como resultado de la demanda, la segunda edición del Premio Netflix nunca se realizó aunque se había anunciado.

### Opción de alterar la velocidad de reproducción
A finales de octubre de 2019, Netflix puso a prueba para sus usuarios con el sistema operativo Android la opción para alterar la velocidad de reproducción de sus videos - desacelerarlo 0.5x o 0.75x; o acelerarla 1.25x o 1.5x. Lo anterior generó críticas en redes sociales de parte de realizadores como Judd Apatow y Peyton Read, y el actor Aaron Paul quienes consideraron que era una idea terrible y que era la decisión de los creadores de contenido y no de los distribuidores, cómo eran presentadas las obras. Netflix contestó que era tan solo una prueba y que era probable que no pasara de esta fase.
La edición francesa de 20 Minutes consideró la polémica como "una tormenta en un vaso de agua" y recordó que la posibilidad de ver materiales audiovisuales a otra velocidad existe desde antes de que Netflix pusiera a disposición esta prueba en Android y mencionó que el speed-watching - ver videos a alta velocidad - es una práctica común disponible desde hacía tiempo en dispositivos como el reproductor VLC y en la plataforma YouTube.

### Compra delEgyptian Theaterde L. A.
En 2019 diversos reportes de prensa indicaron la intención de Netflix de llegar a un acuerdo por 10 millones de dólares con la American Cinematheque, que opera el Egyptian Theater, sala de cine icónica de Los Ángeles. En mayo del siguiente año, el servicio de streaming anunció que la operación se había concretado pero ni éste ni la cinemateca revelaron la cantidad final del trato. La comunidad artística de Los Ángeles se opuso al trato desde un inicio debido a que la restauración del lugar involucró inversión pública de orden municipal y federal, esto a pesar de que Netflix aseguró que el equipo y operaciones de la cinemateca continuarían como hasta ese momento, mientras que la empresa de Los Gatos usaría el local solo entre semana para sus propios proyectos.
Para finales de julio de 2020, más de 3000 personas habían firmado una petición subida al sitio Change.org exigiendo a la cinemateca que transparentara la operación financiera, comenzando por revelar la cantidad pagada por Netflix.

### Críticas y controversias a productos originales en particular
Entre las producciones originales que desde 2013 ha creado la compañía, existen varios casos que han causado críticas y controversias por el tratamiento de un tema o su contenido, como la serie de ficción 13 Reasons Why, la serie documental protagonizada por Gwyneth Paltrow, Goop Lab, o Queen Cleopatra, e incluso películas como Cuties.

#### Goop Lab
Estrenada en el catálogo el 24 de enero de 2020, la serie documental Goop Lab, protagonizada por Gwyneth Paltrow, causó controversia por las posibles repercusiones de su contenido para la salud pública y para la forma en que el público percibe la ciencia.
El proyecto nació cuando en febrero de 2019, la marca de estilo de vida Goop, propiedad de Paltrow, firmó un acuerdo para producir una serie promocional con formato de documental con temas de bienestar y "salud natural" para Netflix. Desde un inicio, dicho acuerdo le generó críticas al servicio de streaming por considerar que le daba a Paltrow una plataforma para promocionar su marca, la cual ha sido criticada por hacer declaraciones sin fundamento sobre la efectividad de los tratamientos y productos de salud que promueve.
Múltiples críticos argumentaron que la firma del acuerdo fue "una victoria para la pseudociencia". Una vez que Goop Lab estuvo disponible en el catálogo de series, numerosos medios de comunicación publicaron duras críticas a la decisión de Netflix de promover Goop:
- El periódico español El País publicó una fuerte crítica titulada «Gwyneth Paltrow en Netflix, un problema de salud pública» en la cual se afirma que el programa es un manual de argucias y falacias para defender falsos remedios y le hace «un terrible daño a la confianza popular en la ciencia". Y que finalmente el resultado de la serie parece ser el enaltecimiento de la charlatanería y el abultamiento de la cuenta bancaria de Paltrow.[135]
- El sitio sobre religión y espiritualidad Patheos publicó un artículo titulado «Goop lab de Gwyneth Paltrow es basura anticientífica. Después empeora». En dicho texto se afirma que es una vergüenza que Netflix promueva este "sinsentido dañino", y que el programa puede causar un gran daño a la salud pública si los espectadores lo toman en serio.[136]
- La revista Wired, en su versión británica, escribió varias críticas centradas en la serie en particular[137][138] y en Netflix en general, diciendo «¿Crees que Goop es malo? Es solo la punta del iceberg de la pseudociencia en Netflix».[139]

#### Queen Cleopatra
Estrenada en marzo de 2023, Queen Cleopatra pretendía ser una serie documental sobre la vida de la antigua faraona del Antiguo Egipto, Cleopatra, interpretada por la actriz Adele James. La serie causó mucha controversia debido a la representación considerada progresista y por haber cambiado la etnia y partes de la historia del personaje histórico.
- La serie representaba a Cleopatra como una mujer negra, lo que causó gran indignación en el país de Egipto y entre muchos historiadores y arqueólogos. Netflix y los productores de la serie fueron denunciados de violar leyes de medios y de pretender "distorsionar y borrar la identidad egipcia". Sin embargo, la productora de la serie, Jada Pinkett Smith, dijo que «su herencia es muy debatida» y la actriz que la interpreta, Adele James, respondió a los críticos: «Si no les gusta el reparto, no vean el programa».[141]
- En Egipto, la reacción del público condenó la representación de Cleopatra desde que el primer anuncio fue liberado. Zahi Hawass, un destacado egiptólogo y exministro de Antigüedades, le dijo al periódico Al-Masry Al-Youm que «esto es completamente falso». «Cleopatra era griega, lo que significa que era de piel clara, no negra», indicó.[142]
- El abogado Mahmoud al Semary presentó una denuncia ante un fiscal en la que le exigió que tome "las medidas legales necesarias" y bloquee el acceso a los servicios de Netflix en Egipto. Alegó que la serie incluye material visual y contenido que viola las leyes de medios de Egipto y acusó a Netflix de intentar «promover el pensamiento afrocéntrico (...) que incluye eslóganes y escritos destinados a distorsionar y borrar la identidad egipcia».[143]

#### Cuties
El 20 de agosto de 2020, se estrenó la película francesa dirigida por Maïmouna Doucouré: Cuties en el Festival de Cine de Sundance de 2020 y sería distribuida mundialmente en la plataforma de Netflix el 9 de septiembre del mismo año. A pesar de que la película recibió elogios de la crítica en sitios como Rotten Tomatoes, incluso antes del estreno, la película ya estaba generando controversia entre el público debido a su temática y la forma en la que la película fue promocionada.
- Antes de su lanzamiento en Netflix, el póster promocional y el avance de la película fueron criticados en las redes sociales por sexualizar a niñas de 11 años. Deadline Hollywood informó que Netflix se disculpó en un comunicado y les dijo: «Lamentamos profundamente el material gráfico inapropiado que usamos para Mignonnes/Cuties. No estaba bien, ni era representativo de esta película francesa que se estrenó en Sundance. Hemos actualizado las imágenes y la descripción».[145][146]
- En América Latina, el hashtag #NetflixPedofila se hizo tendencia en la red social Twitter.[147] El Parents Television Council y varias peticiones de change.org alentaron a Netflix a retirar la película de la plataforma. La promoción de la película ha provocado críticas por sexualizar a las niñas y "promover la pornografía infantil".[148][149]

### Censura
Netflix censura partes de los vídeos que creen que pueden infringir la clasificación por edad.

### Pérdida de suscriptores
En abril de 2022, se reportó que Netflix perdió alrededor de 200 mil suscriptores, provocando una caída de acciones del 25 % y perdiendo alrededor de 30 mil millones de dólares. Algunas de las razones de esta situación podrían ser el anuncio de establecer un método para evitar el uso de cuentas compartidas, el costo elevado de la mensualidad, y el que los usuarios, luego de 2 años de pandemia, han visto gran parte del catálogo y decidieron migrar a otras plataformas en busca de nuevos contenidos.
La Invasión rusa de Ucrania de 2022 también provocó una pérdida de alrededor de 700 mil suscriptores entre febrero y marzo de 2022: en represalia por la invasión, Netflix suspendió su servicio en Rusia perdiendo así a los suscriptores de ese país.

### Fin de las cuentas compartidas y reducción de precios.
En febrero de 2023 empezó la implementación de la prohibición de cuentas en distintos hogares, una medida que se volvió impopular a nivel mundial; en respuesta, la plataforma inició una reducción de precios, empezando en 30 países tales como Croacia, Eslovenia, Bulgaria, Yemen, Jordania, Libia, Irán, Kenia, Malasia, Indonesia, Tailandia y Filipinas. En mayo de 2023, esta política se extendió a más países como México.

## Expansión internacional

Disponibilidad de Netflix, a partir de marzo de 2022:
Disponible
No disponible

Desde 2016, el servicio de VOD de Netflix está disponible en todo el mundo a excepción de la región de Crimea y los territorios nacionales de China, Corea del Norte y Siria. En el caso de China, todavía en julio de 2019 la empresa estudiaba la forma de ofrecer sus servicios, si bien mucha gente accede a ellos a través de alguna red privada virtual o VPN; mientras que las restricciones establecidas por el gobierno estadounidense impiden que cualquier compañía haga negocios en Rusia, Corea del Norte, Siria y Crimea.
Si bien la presencia de Netflix en el mercado internacional lo hace un "ícono indiscutible de las transformaciones de la televisión", el papel que juega en cada país o región es muy diferente, yendo de actor disruptivo en los mercados de habla inglesa como Estados Unidos, Canadá o Australia, pasando por servicio de nicho en Europa y América Latina, hasta llegar a un actor sin importancia en África y Medio Oriente. En Polonia, por ejemplo, durante su primer mes (septiembre de 2016), alcanzó cerca de un millón de suscriptores gracias al servicio de prueba gratuito de 30 días. Sin embargo, para finales de 2018 la cifra había descendido a alrededor de 750000 clientes, la mayoría de los cuales son jóvenes de grandes ciudades y de clase acomodada.
En general, al hablar del impacto de Netflix a nivel mundial se debe tomar en cuenta que el servicio es un hecho en la teoría mas no en la práctica. Esto se debe, muchas veces, a factores ajenos a la empresa, como el ancho de banda y condiciones generales de conectividad a internet o los altos costos de los paquetes de datos de alta velocidad necesarios para soportar el visionado de videos en la plataforma. En otros casos se trata de las condiciones establecidas por la propia empresa, las cuales no pueden ser cumplidas por los clientes, como la restricción de pagar únicamente con tarjeta de débito o crédito.
El ejemplo de Cuba sirve para ilustrar lo anterior. En febrero de 2015, Netflix anunció su entrada al país caribeño luego de que la administración del presidente Barack Obama retirara las sanciones impuestas a la isla desde la época de la Guerra Fría. Sin embargo, aunque el servicio esté disponible, solo el 5 % de la gente tiene acceso a internet y este tiene muy baja velocidad; los ciudadanos cubanos no tienen permitidas las tarjetas de crédito y Netflix no acepta pago en efectivo en el país; y finalmente el costo de servicio de 7.99 por mes es muy alto si se considera que el salario promedio en la isla es de 17 dólares mensuales.
En opinión de algunos medios y voces expertas, la entrada a ciertos mercados como el cubano tiene una justificación simbólica, como el poder afirmar que Netflix es un servicio global y que fue una de las empresas estadounidenses que llevó sus servicios a un determinado mercado.
| 2010      | La compañía comenzó a ofrecer servicio de streaming en el mercado internacional el 22 de septiembre de 2010 en Canadá. |
| 2011      | Netflix anunció sus planes para lanzar su servicio de streaming en América Latina. |
| 2012      | Netflix inició su expansión en Europa en 2012 con el lanzamiento en el Reino Unido e Irlanda el 4 de enero. Para el 18 de septiembre ya se había ampliado a Dinamarca, Finlandia, Noruega y Suecia.                                                                |
| 2013      | Países Bajos fue el único país al que Netflix se expandió en 2013, ya que la empresa decidió reducir la velocidad de expansión con el fin de controlar los costes de suscripción.                                                                                  |
| 2014      | Netflix está disponible en Austria, Bélgica, Francia, Alemania, Luxemburgo y Suiza. |
| 2015      | Expansión a Australia, Nueva Zelanda, Japón, Italia, Portugal y España. |
| 2015-2016 | Netflix anunció la expansión en Asia, iniciando con el lanzamiento en Pakistán, Singapur, Corea del Sur y Taiwán a principios de 2016, y las Filipinas y el Sudeste Asiático en un futuro próximo.                                                                 |
| 2016      | Netflix amplió su presencia a 130 países, aumentando su cobertura a todo el mundo, excepto la República Popular China (a excepción de Hong Kong y Macao), Siria y Corea del Norte; además tampoco está disponible en las regiones europeas de Crimea y Sebastopol. |
| 2017      | 20 % de la capacidad de la banda ancha usada en este año en todo el mundo fue para los servicios de Netflix |
| 2019      | Se alía con Canal+ en Francia para ofrecer paquete conjunto. |

### Cierre de Netflix en Rusia
Netflix ya no atiende a clientes en Rusia en medio de la invasión de Ucrania ordenada por Vladímir Putin.
Confirmaron que la plataforma de transmisión cerró por completo en Rusia, el domingo 6 de marzo de 2022.

“Dadas las circunstancias sobre el terreno, hemos decidido suspender nuestro servicio en Rusia”
dijo un portavoz, a través de Variety.

Netflix anunció previamente que cancelaría todos los proyectos y adquisiciones futuros de Rusia, uniéndose a muchos países que han cortado lazos con el país de manera similar debido a la invasión rusa de Ucrania.

## Competencia

### Situación en Estados Unidos
El éxito de Netflix fue seguido por el establecimiento de otras muchas empresas de alquiler de DVD, tanto en Estados Unidos como en el extranjero, Walmart inició un servicio de alquiler en línea en octubre de 2002, pero abandonó el mercado en mayo de 2005. Sin embargo, adquirió más tarde el servicio de alquiler de Vudú, en 2010.
Actualmente su mayor competidor es Hulu, pues ofrece en Estados Unidos y Japón un modo gratuito que incluye anuncios, acceso limitado a su videoteca y solo un PC, y otro de pago con acceso completo, sin publicidad y menos restricciones. Esto lo hizo popular y le ganó el apodo de "El Spotify de la televisión."
Blockbuster Video entró en el mercado en línea de Estados Unidos en agosto de 2004, con un servicio de suscripción mensual de $19.95. Esto provocó una guerra de precios; Netflix había planteado su popular plan de tres discos de $19.95 a $21.99 justo antes de la puesta en marcha de Blockbuster, pero en octubre, Netflix reduce esta tasa a $17,99. Blockbuster respondió con tasas tan bajas como $14.99 por un tiempo, pero, en agosto de 2005, ambas empresas se establecieron a tasas idénticas. El 22 de julio de 2007, Netflix dejó caer los precios de sus dos planes más populares en $1,00 en un esfuerzo por competir mejor con Blockbuster en línea. El 4 de octubre de 2012, Dish Network desechó planes de convertir a Blockbuster en un competidor de Netflix. (Dish adquirió el decadente Blockbuster, LLC en 2011 y continuó licenciando la marca de franquicias, además, mantendrá su servicio de streaming de vídeo "Blockbuster on Demand" abierta). 
En 2005, Netflix citaba como un potencial competidor a Amazon.com, que hasta el año 2008, ofreció alquiler de videos en línea en el Reino Unido y Alemania. Esta división de la empresa fue vendida a LoveFilm; sin embargo, Amazon la compró en 2011. Además, ahora transmite películas y programas de televisión a través de Amazon Video (antes Amazon Video On Demand y LOVEFiLM Instant).
Redbox es otro competidor que utiliza un enfoque kiosco: en lugar de enviar los DVD, los clientes recogen y devuelven los DVD en los quioscos de autoservicio ubicados en áreas metropolitanas. En septiembre de 2012, Coinstar, los propietarios de Redbox, anunciaron planes de asociarse con Verizon para poner en marcha Redbox Instant by Verizon a finales de 2012. A principios de 2013, Redbox Instant by Verizon comenzó una versión beta limitada de su servicio, que fue descrita por los críticos como "No asesino Netflix", debido a "problemas técnicos y la búsqueda mediocre." 
CuriosityStream, un servicio basado en suscripción prémium libre de publicidad, similar a Netflix, fue lanzado en marzo de 2015, ofreciendo un contenido estrictamente de no ficción, enfocado en las áreas de la ciencia, la tecnología, la civilización y el espíritu humano, se ha denominado el "nuevo Netflix de no ficción".
Hulu Plus, como Netflix y Amazon Prime Instant Video, "tiene sus propias ofertas de contenido exclusivo y original", como Netflix "para no solo continuar atrayendo nuevos suscriptores, sino también mantener los ya existentes".
Otra compañía que tomó el modelo fue DAZN, que lo aplicó a los deportes, ofreciendo deportes en directo y grabados con una tarifa plana. Ganó notoriedad recientemente después de que HBO abandonara la transmisión de peleas de boxeo para ser tomadas posteriormente por esta compañía.
Netflix y Blockbuster evitan en gran medida ofrecer pornografía, pero varios servicios de suscripción de vídeos "para adultos" se inspiraron en Netflix, tales como SugarDVD y WantedList.
En octubre de 2019, los medios estadounidenses reportaron e informaron que Disney dejaría de transmitir publicidad de Netflix en sus diferentes cadenas, tanto en las de televisión abierta estadounidense, especialmente ABC, como en las de cable. La única excepción en ese momento sería ESPN, cadena por cable especializada en deportes, tema en donde no compite con Netflix. De acuerdo a los reportes especiales, esta acción sería parte de los preparativos de Disney antes del lanzamiento de su servicio de streaming Disney+, anunciado para noviembre del mismo año en los Estados Unidos y Canadá.
En marzo de 2020, WarnerMedia Direct retiró todo su catálogo de Cartoon Network, Adult Swim, TNT y la biblioteca de Warner Bros. de Netflix en los Estados Unidos para migrar a HBO Max y competir con Netflix.

### Otros países y regiones
En Australia, Netflix compite con varias empresas locales de streaming, incluyendo Foxtel/Seven West Media empresa de Presto, Nine Entertainment Co./Fairfax Media empresa de Stan y Quickflix. En Escandinavia, Netflix compite con Viaplay, HBO Nordic y CMore Play. En el sudeste asiático, Netflix compite con Astro On the Go, Sky on Demand, Singtel TV, HomeCable OnDemand, e iflix. En Nueva Zelanda, Netflix compite con empresas locales de streaming, incluyendo Televisión New Zealand (TVNZ), Mediaworks New Zealand, Sky Network Television, Lightbox, Neon y Quickflix. En Italia, Netflix solo compite con Infinity (Mediaset), Sky Online y TIMvision. En Sudáfrica, Netflix compite con ShowMax.
En Iberoamérica, Netflix compite en México con Blim (hoy ViX) de TelevisaUnivision, Cinépolis Klic y Totalplay. En otros países de la región compite con HBO GO (ahora Max), QubitTV, Disney+, hasta el 24 de julio de 2024 Star+ (anteriormente FOX Play) y Claro video.
En Argentina se compite con Cablevisión Flow de Telecom, TeleCentro Play de Grupo Pierri, Cont.ar y CINE.AR Play, propiedad de Contenidos Públicos S.E.
En España inicialmente se especulaba que Netflix no entraría a operar sus servicios por los altos precios de derecho de autor comparados con otros países de Europa como Francia o Alemania y por la alta tasa de sitios web de streaming ilegales y piratería. En octubre de 2015 Netflix llegó al país europeo de forma independiente, y con Vodafone TV en donde estuvo integrado en los decodificadores de la compañía Vodafone TV para contrarrestar a Movistar+ y Yomvi. Actualmente, Netflix compite con los servicios de streaming de Movistar+, HBO, Amazon Prime, Apple TV, RakutenTV, Filmin, y, en menor medida puesto que son plataformas gratuitas, con Atresplayer y Flooxer (propiedad de Atresmedia), Mediaset Infinity y Mtmad (propiedad de Mediaset España), iTunes y Google Play.
En 2019, Canal+, competidor de Netflix en Francia se convirtió en su aliado cuando las empresas presentaron un paquete conjunto que entró en vigor a partir del 15 de octubre de ese año. La oferta, ofrecida a través de Canal+, consiste en que al pagar su paquete CINE/SERIES se obtiene acceso a los más de 20 canales de la empresa francesa, así como al servicio estándar de 2 pantallas y calidad HD de Netflix (2016).

### En español
- Netflix: andar en una bicicleta a la que le falta una rueda de Mario E. Fuente Cid, (Medium, 2017).

### En inglés
- Netflixed: The Epic Battle for America's Eyeballs de Gina Keating (Penguin, 2012).
- Streaming, Sharing, Stealing. Big Data and the Future of Entertainment de Michael D. Smith y Rahul Telang MIT Press
- Netflix Nations. The Geography of Digital Distribution de Ramón Lobato (New York University Press, 2019).

### En francés
- Netflix & Cie. Le coulisses d’une (r)évolution de Capucine Cousin (Armand Collin, 2018).

Libros o artículos donde Netflix y/ o alguna de sus producciones originales (series o películas) son mencionadas como ejemplo de diversos temas como la transformación en los consumos audiovisuales, las plataformas de streaming, la industria del entretenimiento en el siglo XXI, etc.:

### En inglés
- Play All. A bingewatcher’s notebook de Clive James (Yale University Press, 2016).
- We Now Disrupt This Broadcast. How Cable Transformed Television and the Internet Revolutionized It All de Amanda D. Lotz (MIT Press, 2018).